# Szerémség
A Szerémség vagy Szerém (horvátul Srijem, szerbül Срем / Srem) történeti-földrajzi régió az egykori Magyar Királyság illetve a mai Horvátország és Szerbia területén; a Duna és a Száva között elterülő nagytáj Szlavónia és a Vajdaság között. A Szerémségben található a Tarcal-hegység (Fruška Gora).
A terület kiveszett magyaros neve Szerémország is volt.

## Története
A Római Birodalom idején Sirmium néven Pannonia provincia része volt. Probus római császár itt engedélyezte először Itálián kívül a szőlő telepítését. 
Az Avar Kaganátus déli határán laktak a timocsánok a Timok völgye mellett a Szerémségben és Szlavónia keleti részén. Az Avar Kaganátus felbomlása után területüket a bolgárok vonták fennhatóságuk alá. 820-ban Sirmiumot, 827-ben a Szerémséget és Kelet-Szlavóniát, bár utóbbit a Frank Birodalom valószínűleg már 832-ben visszafoglalta és a Szlavóniai hercegséghez csatolta. A bolgárok nyomása elől az ugyancsak szláv abodritek átkeltek a Duna északi oldalába, a Temesközbe, de 830 körül a bolgárok vereséget mértek rájuk és a Maros vonaláig kiterjesztették az uralmukat.
A 10. századtól Magyarország része lett. Később itt alakult ki a földrajzi régióval többé-kevésbé megegyező területű Szerém vármegye, magyar többségű lakossággal. A középkorban hazánk egyik legjelentősebb szőlő- és bortermő területe volt, de fontos szerepet játszott a mezővárosi társadalmi-kulturális mozgalmakban is, mint például a huszitizmus. A mohácsi vészt követő belháborús zűrzavar során rövid időre a szerb Cserni Jován kényszerítette uralma alá a vidéket, amit saját magánállamaként kezelt, de a magyar seregek leverték. A török megszállás alatt magyar lakosságának többsége elpusztult, szerbek és horvátok települtek be, s a 18. században megjelentek a németek, szlovákok, csehek, ukránok és albánok is. A 18–19. században dunántúliak és bácskaiak bevándorlásával magyar szórványok is kialakultak a területen (Maradék, India, Ürög).

## Nagyobb városai
Horvátországban:
- Vukovár
- Vinkovce
- Újlak

Szerbiában:
- Árpatarló
- Belcsény
- India
- Karlóca
- Ópazova
- Pétervárad (Újvidék része)
- Sid
- Szávaszentdemeter
- Újbelgrád (Belgrád része)
- Zimony (Belgrád része)